# Psylliodes
Psylliodes is een geslacht van vaak kleine kevers uit de familie bladkevers (Chrysomelidae). De wetenschappelijke naam van het geslacht werd in 1829 gepubliceerd door Pierre André Latreille. Hij plaatste er de soorten chrysocephala, napi, hyoscyami, dulcamarae en affinis (door Leonard Gyllenhaal in het geslacht Haltica (nu Altica) geplaatst) in.

## Kenmerken
De soorten in dit geslacht zijn 2 tot 3 millimeter lange kevertjes die grote sprongen kunnen maken doordat het bovenste deel van hun achterpoten sterk gespierd en verdikt is. Veel soorten hebben een glanzende staalblauwe kleur of zijn zwart met gele strepen.

## Leefwijze
Het zijn planteneters. Vooral de bladeren van jonge plantjes worden aangevreten en vertonen dan vensters en later gaatjes.

## Soorten
Het geslacht omvat de volgende soorten:
- Psylliodes abdominalis Wang, 1992
- Psylliodes aemulans Har. Lindberg, 1953
- Psylliodes aerea Foudras, 1860
- Psylliodes affinis Paykull, 1799 – Gele bitterzoetaardvlo
- Psylliodes agropyri Paliy, 1961
- Psylliodes algirica Allard, 1859
- Psylliodes altimontana Medvedev, 2003
- Psylliodes amplicollis Wollaston, 1854
- Psylliodes amurensis Nadein, 2006
- Psylliodes analogica Nadein, 2005
- Psylliodes anatolica Gok & Cilbiroglu, 2004
- Psylliodes angusticeps Israelson, 1980
- Psylliodes appalachiana Konstantinov & Tishechkin, 2004
- Psylliodes arista Iablokoff-Khnzorian, 1962
- Psylliodes astenicus Nadein, 2005
- Psylliodes attenuata Koch, 1803
- Psylliodes azorica Jacobson, 1922
- Psylliodes baluchistana Lopatin, 1990
- Psylliodes belarbii Doeberl, 1991
- Psylliodes biondii Leonardi, 2007
- Psylliodes brisouti Bedel, 1898
- Psylliodes burangana Chen & Wang, 1981
- Psylliodes callinota Faldermann, 1837
- Psylliodes caneparii Leonardi, 2007
- Psylliodes cantonensis Gruev, 1981
- Psylliodes cerenae Gok, Doguet & Cilbiroglu, 2003
- Psylliodes cervinoi Baselga & Novoa, 2003
- Psylliodes chalcomera Illiger, 1807
- Psylliodes chrysocephala Linnaeus, 1758 – Koolzaadaardvlo
- Psylliodes circumdata Redtenbacher, 1842
- Psylliodes coelestis Warchalowski, 2000
- Psylliodes concolor Nadein, 2006
- Psylliodes crambicola Lohse, 1953
- Psylliodes cretica Weise, 1888
- Psylliodes cucullata Illiger, 1807
- Psylliodes cuprea Koch, 1803
- Psylliodes cupreata Duftschmid, 1825
- Psylliodes danieli Weise, 1900
- Psylliodes deplanata Medvedev, 1962
- Psylliodes diversicolor Nadein, 2006
- Psylliodes dogueti Warchalowski, 1993
- Psylliodes drusei Furth, 1983
- Psylliodes dulcamarae Koch, 1803
- Psylliodes elongata Wang, 1992
- Psylliodes erberi Döberl, 1995
- Psylliodes feroniae Leonardi, 1978
- Psylliodes fiorellae Leonardi, 1978
- Psylliodes frivaldszkyi Weise, 1888
- Psylliodes fusiformis Illiger, 1807
- Psylliodes gibbosa Allard, 1860
- Psylliodes glabra Duftschmid, 1825
- Psylliodes gougeleti Allard, 1859
- Psylliodes gyirongana Chen & Wang, 1981
- Psylliodes heikertingeri Jacobson, 1922
- Psylliodes hermonensis Furth, 1983
- Psylliodes heydeni Weise, 1888
- Psylliodes hispana Heikertinger, 1911
- Psylliodes hospes Wollaston, 1854
- Psylliodes huaxiensis (Wang, 1992)
- Psylliodes hyoscyami Linnaeus, 1758
- Psylliodes illyrica Leonardi & Gruev, 1993
- Psylliodes infanda Nadein, 2005
- Psylliodes inflata Reiche, 1858
- Psylliodes instabilis Foudras, 1860
- Psylliodes insularis Nadein, 2006
- Psylliodes isatidis Heikertinger, 1912
- Psylliodes kiesenwetteri Kutschera, 1864
- Psylliodes kikuyuana Biondi, 1996
- Psylliodes konstantinovi Lopatin, 1997
- Psylliodes laevicollis Dufour, 1851
- Psylliodes laevifrons Kutschera, 1864
- Psylliodes laticollis Kutschera, 1864
- Psylliodes laurisilvae Biondi, 1987
- Psylliodes laxa Nadein, 2006
- Psylliodes leonhardi Heikertinger, 1926
- Psylliodes littoralis Biondi, 1997
- Psylliodes longicollis Weise, 1900
- Psylliodes longicornis Wang, 1992
- Psylliodes luridipennis Kutschera, 1864
- Psylliodes luteola O.F. Müller, 1776
- Psylliodes macellus Weise, 1900
- Psylliodes magnifica Gruev, 1975
- Psylliodes marcida Illiger, 1807
- Psylliodes marcosellai Biondi, 1996
- Psylliodes maroccana Heikertinger, 1916
- Psylliodes masai Biondi, 1996
- Psylliodes metatarsalis Leonardi, 2007
- Psylliodes milleri Kutschera, 1964
- Psylliodes napi Fabricius, 1792 – Koolzaadbladhaantje
- Psylliodes nigripes Boheman, 1853
- Psylliodes nyalamana Chen & Wang, 1981
- Psylliodes obscuroaenea Rosenhauer, 1856
- Psylliodes olgae Nadein, 2007
- Psylliodes ozisiki Leonardi & Arnold, 1995
- Psylliodes pallidicolor Pic, 1903
- Psylliodes pallidicornis Heikertinger, 1921
- Psylliodes pallidipennis Rosenhauer, 1856
- Psylliodes parodii Leonardi, 2007
- Psylliodes persica Allard, 1867
- Psylliodes petasata Foudras, 1860
- Psylliodes picina Marsham, 1802
- Psylliodes picipes Redtenbacher, 1849
- Psylliodes puncticollis Rosenhauer, 1856
- Psylliodes pyrenaea Heikertinger, 1921
- Psylliodes pyritosa Kutschera, 1864
- Psylliodes rambouseki Heikertinger, 1909
- Psylliodes reitteri Weise, 1888
- Psylliodes rhaica Jacobson, 1922
- Psylliodes rubroaenea Heikertinger, 1916
- Psylliodes ruffoi Leonardi, 1975
- Psylliodes ruficolor Doguet, 1992
- Psylliodes rufitarsis Graells, 1858
- Psylliodes saulcyi Allard, 1867
- Psylliodes schwarzi Weise, 1900
- Psylliodes semicnemis Gruev, 1990
- Psylliodes solarii Leonardi, 1975
- Psylliodes sophiae Heikertinger, 1914
- Psylliodes springeri Leonardi, 1975
- Psylliodes stolida Wollaston, 1860
- Psylliodes sturanyi Apfelbeck, 1906
- Psylliodes subaenea Kutschera, 1867
- Psylliodes submontana Nadein, 2006
- Psylliodes takizawai Gruev, 1990
- Psylliodes tarsata Wollaston, 1854
- Psylliodes teresae Biondi, 1996
- Psylliodes testaceoconcolor Heikertinger, 1926
- Psylliodes thlaspis Foudras, 1860
- Psylliodes toelgi Heikertinger, 1914
- Psylliodes tricolor Weise, 1889
- Psylliodes umbratilis Wollaston, 1854
- Psylliodes valida Weise, 1889
- Psylliodes vehemens Wollaston, 1854
- Psylliodes vindobonensis Heikertinger, 1914
- Psylliodes wachsmanni Csiki, 1903
- Psylliodes wollastoni Nadein, 2007
- Psylliodes wrasei Leonardi & Arnold, 1995
- Psylliodes wunderlei Doberl, 1998
- Psylliodes yalvacensis Gok, 2005